# Climax Studios
Climax Studios britanski je proizvođač igara, osnovan u Portsmouthu, Engleska. Studio je najbolje znan po igri Sudeki iz 2004. godine. Također je znan po dvaju igrama iz Silent Hill serijala, Silent Hill: Origins i Silent Hill: Shattered Memories.

## Povijest
Climax Studios je osnovan 1988. godine. U kasnim 90-tima, studio je prenio dvije igre Blizzard Entertainmenta za popularne konzole.
Godine 2002., Climax je počeo razvijati igre za dva igrača tj. multiplayer igre, u kojima se igra po ulogama. Godine 2004., odustali su od takvih igara jer su bile navodno preskupe. Climax je kasnije htio sam završiti nekoliko igara, ali je ubrzo odustao.
Početkom 2004. godine, Climax je objavio Sudeki, akcijsku igru za Xbox i kasnije za Microsoft Windows. Igra je poprimila razne kritike. Prateća igra Sudekija bila je najavljena, ali nikad nije objavljena. 
Krajem 2006. Konami je objavio kako je Climax Studios počeo raditi na novoj Silent Hill igri, nakon što je Team Silent odustao od Silent Hilla. Prva igra nazvana je Silent Hill: Origins te je najavljena samo za PlayStation Portable. Igra je dobila razne kritike, zbog grafike, gameplaya, radnje i likova. Godine 2008. igra je objavljena i za PlayStation 2.
Godine 2009., objavljeno je da Climax Studios radi na još jednoj Silent Hill igri, isključivo za Nintendo Wii konzolu, a da će nositi naziv Shattered Memories. Igra je najavljena kao remake prve Silent Hill igre, iako pojam "ponovno zamišljanje", nije mislio na to, već na potpuno novo igračko iskustvo. Kasnije, igra je najavljena i za PlayStation 2 i PlayStation Portable. Krajem 2009., igra je objavljena za Wii, gdje je dobila pozitivne kritike, dok su za PlayStation 2 i PlayStation Portable kritike bile razne, no uglavnom pozitivne.
Sam Barlow, tadašnji glavni dizajner i pisac Climaxovih videoigara, napustio je studio 2014. godine kako bi samostalno radio na svojim igrama.
Climax Studios je nakon Silent Hilla stao s radom na neko vrijeme. Kasnije su razvili još nekoliko igara za Microsoft Windows i Xbox 360. Climax je također razvio igru Assassin's Creed Chronicles.